# Tanda (musica)
Una tanda è un turno di danza in una milonga e, per associazione, un gruppo di brani musicali, di solito tra i tre e i cinque, ritmicamente e stilisticamente omogenei, che vengono suonati ad ogni turno. Il modello più comune è quello di suonare 4 o 5 tanghi, oppure 3 o 4 vals oppure 3 o 4 milongas.
Più comunemente la musica è tango, milonga o vals. Tra le tandas si suona una cortina (in spagnolo sta per "tenda"), uno stacco musicale, non ballabile, tra la fine di una tanda e l'inizio della successiva, della durata di 30-60 secondi. Questo intermezzo musicale serve per svuotare la pista da ballo e facilitare la formazione di nuove coppie.
Le tandas sono normalmente organizzate dalla sensazione della musica. Un tipico ordine di tandas è: T-T-V-T-T-M (T per tango, V per vals cruzado, M per milonga).

## Struttura all'interno di una tanda
È comune scegliere la musica per una tanda da una determinata orchestra e epoca, spesso con lo stesso vocalist (o, in alternativa, possono essere brani puramente strumentali). Mescolare diversi cantanti, epoche o persino orchestre è raro. Viene preferito questo approccio per la comodità dei ballerini, con due ragioni principali.
- Quando inizia una nuova tanda, i ballerini possono ascoltare l'inizio del primo pezzo per sapere se a loro piace o meno la musica e in base a ciò decidere di chiedere a qualcuno di ballare questa tanda o di fare una pausa.
- I ballerini possono adattarsi a un tipo di musica nella canzone iniziale della tanda, senza dover riadattare per ogni canzone.

A volte, in un numero ridotto di milonghe in Argentina, si suonano anche tandas non di tango, come rock and roll, cumbia o chacarera, ma raramente per più di una tanda.